# بربارة تايلور برادفورد
بربارة تايلور برادفورد (بالإنجليزية: Barbara Taylor Bradford)‏‏ (10 مايو 1933 في ليدز - 24 أكتوبر 2024) مؤلفة، وكاتِبة، وروائية من المملكة المتحدة.

## حياتها
وُلدت في ليدز وسط إنجلترا في 10 مايو/أيار 1933، بدأت حياتها المهنية كاتبة في صحيفة "يوركشير إيفيننغ بوست" المحلية، قبل أن تتم ترقيتها لتصبح مراسلة. وفي سن العشرين انتقلت إلى لندن حيث عملت صحافية في "لندن إفنينغ نيوز" (London Evening News).
ألّفت برادفورد العديد من الكتب التي حققت نجاحا كبيرا وتُرجمت إلى عدة لغات حول العالم. وقد كانت غزيرة الإنتاج، إذ كتبت نحو 40 رواية بيعت منها أكثر من 91 مليون نسخة.

## وفاتها
توفيت يوم الأحد 24 أكتوبر 2024 في منزلها في نيويورك، حيث كانت تعيش منذ ستينيات القرن العشرين، عن عمر ناهز الحادية والتسعين، وفقا لما أعلنته دار نشرها.

## الجوائز
- نيشان الامبراطورية البريطانية من رتبة ضابط

## روابط خارجية
- بربارة تايلور برادفورد على موقع IMDb (الإنجليزية)
- بربارة تايلور برادفورد على موقع مونزينجر (الألمانية)
- بربارة تايلور برادفورد على موقع ميوزك برينز (الإنجليزية)
- بربارة تايلور برادفورد على موقع إن إن دي بي (الإنجليزية)
- بربارة تايلور برادفورد على موقع قاعدة بيانات الفيلم (الإنجليزية)